# Frank Kelley (tenor)
Frank Kelley es un tenor estadounidense. Se ha presentado en conciertos y óperas en América del Norte y Europa. Cuenta con títulos en música de la Universidad Estatal de Florida y el conservatorio de música de la Universidad de Cincinnati. Kelley se ha presentado con la Ópera de San Francisco, la Ópera de Bruselas, Boston Opera Theater, la Ópera Lírica de Boston, la Ópera de Fráncfort, Ópera de Lyon, el Gran Teatro del Liceo de Barcelona, y la New Israeli Opera. Ha cantado con conjuntos y en eventos como Emmanuel Music, el Festival de Tanglewood, el Festival de Ravinia, el festival de música de Marlboro, Vermont, la Orchestra of St. Luke's, la Sinfónica de Nueva Jersey, la Sinfónica de Dallas, la Sociedad de Bach de Dallas, la Sociedad de Händel y Haydn de Boston, la Orquesta de Cleveland, el PepsiCo SummerFare Festival, el festival de música bachiana del conservatorio Baldwin-Wallace, el Next Wave Festival, la Sinfónica de Boston, la compañía de danza de Mark Morris, y la Orquesta Sinfónica Nacional de Estados Unidos.
Kelley ha trabajado con el director dramático Peter Sellars en óperas como Così fan tutte y Las bodas de Fígaro de Mozart (con Jayne West como la Contessa) y Los siete pecados capitales de Weill (con Teresa Stratas). Ha cantado bajo la dirección de Craig Smith, Christopher Hogwood, Seiji Ozawa, Kent Nagano y sir Roger Norrington. Su discografía incluye grabaciones del Renard de Stravinsky (dirección de Hugh Wolff), la Pasión según San Juan de Bach (en el papel del evangelista, dirección de Smith, 1999), Orfeo en la ópera del mismo nombre de Monteverdi (dirección de Daniel Stepner, 2006) y Elmer Gantry de Robert Aldridge (como Eddie Fislinger, 2010).
Frank Kelley forma parte de la planta docente de canto en la Universidad de Boston en Estados Unidos.
En la Ciudad de México, se ha presentado en repetidas ocasiones, recibiendo especial aclamación del público en el Palacio de Bellas Artes como el evangelista tanto en la Pasión según San Mateo como la Pasión según San Juan de Bach, bajo la dirección de Carlos Miguel Prieto con la Sinfónica Nacional.

## Videografía
- Mozart: Così fan tutte (Smith, Sellars, 1989), Decca.
- Mozart: Le nozze di Figaro (Smith, Sellars, 1989), Decca.
- Weill: Die sieben Todsünden (Nagano, Sellars, 1993), Kultur.